# Daniel Carvajal Ramos
Daniel Carvajal Ramos (nascut l'11 de gener de 1992) és un futbolista professional madrileny que juga al Reial Madrid com a lateral dret. És internacional amb la selecció espanyola.
Després d'haver arribat al primer equip des del Real Madrid juvenil, va passar una temporada amb el Bayer Leverkusen abans de tornar al Madrid. Va entrar al primer equip el 2013 i, posteriorment, hi ha guanyat 23 trofeus importants, incloent cinc Champions League, tres títols de lliga i una Copa del Rei.
A nivell internacional juvenil, Carvajal va guanyar el Campionat d'Europa 2011 amb la selecció espanyola sub-19 i l'Europeu sub-21 de la UEFA 2013 amb la selecció espanyola sub-21. Va debutar amb la selecció espanyola absoluta el 2014, i hi va jugar el mundial 2018 i el mundial 2022. A la Lliga de les Nacions de la UEFA de 2023, va marcar el penal guanyador que va portar a Espanya al seu primer títol de la UEFA Nations League.

## Trajectòria esportiva

### Reial Madrid B
Carvajal va néixer a Leganés, un suburbi de Madrid. Va formar part de les categories inferiors del Reial Madrid des dels deu anys, ascendint dins el club fins a arribar al Reial Madrid Castella el 2010.
A la seva primera temporada com a professional, Carvajal va formar part de l'onze inicial de l'equip filial, fins i tot es va convertir en el capità. La següent campanya va ser encara millor per al jugador madrileny, pel fet que va jugar 38 partits i va marcar 2 gols, classificant-se per a la promoció d'ascens, aconseguint el retorn a la divisió de plata després de cinc anys d'absència.

### Bayer Leverkusen
L'11 de juliol de 2012, després de no disputar cap partit oficial amb el primer equip, Carvajal va signar un contracte de cinc anys amb l'equip alemany Bayer 04 Leverkusen que va pagar un preu de traspàs de 5 milions d'euros. L'equip espanyol va afegir una clàusula de recompra de 6,5 milions d'euros, si volien tornar a signar al jugador després d'una temporada; 7 milions després de dues temporades; i aproximadament 8,5 milions després de tres anys.
Carvajal va fer el seu debut a la lliga alemanya de futbol, l'1 de setembre de 2012 amb una victòria a casa per 2-0 davant el SC Freiburg, formant part posteriorment de l'equip de la setmana. Va marcar el seu primer gol amb els alemanys el 25 de novembre, fent el segon gol de la victòria per 2-1 front el TSG 1899 Hoffenheim.
Carvajal va ser seleccionat com un dels tres millors laterals drets al final de la seva primera i única temporada, per darrere del jugador del FC Bayern Múnic, Philipp Lahm i Atsuto Uchida del FC Schalke 04. Va rebre el 16% del total de vots dels aficionats.

### Retorn al Reial Madrid
El 3 de juny de 2013, el Reial Madrid va exercir l'opció de recompra per Carvajal, convertint-se d'aquesta manera en el primer fitxatge de la temporada 2013-14, després d'abonar a l'equip alemany 6.5 milions d'euros. Això va ser confirmat pel director esportiu del Bayer, Rudi Völler, que va declarar: "El Reial Madrid es va fixar en les destacades actuacions de Dani aquesta temporada, i va era només qüestió de temps abans que exercís l'opció de recompra". Poc després del traspàs, el jugador va comunicar la seva alegria de tornar, donant les gràcies al president, l'afició i el club en una conferència de premsa.
El 12 d'agost de 2014 va ser titular al partit en què es disputava la Supercopa d'Europa de 2014, que el Madrid va guanyar per 2 a 0 contra el Sevilla FC.

## Selecció espanyola
Fou inclòs a la llista provisional de 30 jugadors que Vicente del Bosque va confeccionar pel Mundial del Brasil, però fou finalment un dels set homes que no varen entrar a la llista final.
El 18 de juny de 2023 va jugar com a suplent a la final de la Lliga de Nacions de la UEFA 2023 que Espanya va guanyar contra Croàcia per 5-4 als penals després d'un empat a 0 després de la pròrroga assolint així el seu primer títol de la Lliga de Nacions de la UEFA.

## Palmarès

### Club
Reial Madrid Castella
- Segona Divisió B: 2011–12

Reial Madrid
- 6 Lligues de Campions de la UEFA: 2013–14, 2015–16,[15] 2016–17,[16] 2017–18, 2021-22, 2023-24[17]
- 5 Supercopes d'Europa: 2014,[10][11][18] 2016,[19] 2017, 2022, 2024[20]
- 5 Campionats del món de clubs: 2014,[21] 2016,[22] 2017,[23] 2018, 2022
- 4 Lligues espanyoles: 2016-17,[24] 2019-20, 2021-2022, 2023-24[25]
- 2 Copes del Rei: 2013-14, 2022-23[26]
- 4 Supercopes d'Espanya: 2017,[27] 2019-20, 2021-2022, 2024[28]

### Selecció
Espanya
- Eurocopa: 2024[29]
- Lliga de les Nacions de la UEFA: 2022-23[30]

Espanya sub-21
- Campionat d'Europa de Futbol sub-21 de la UEFA: 2013[31]

Espanya sub-19
- Campionat d'Europa de Futbol sub-19 de la UEFA: 2011

## Estadístiques

### Club
A 4 de juliol de 2013
| Club             | Temporada     | Lliga   | Lliga | Lliga   | Copa    | Copa | Copa    | Europa  | Europa | Europa  | Total   | Total | Total   |
| Club             | Temporada     | Partits | Gols  | Assist. | Partits | Gols | Assist. | Partits | Gols   | Assist. | Partits | Gols  | Assist. |
| ---------------- | ------------- | ------- | ----- | ------- | ------- | ---- | ------- | ------- | ------ | ------- | ------- | ----- | ------- |
| Reial Madrid B   | 2010–11       | 30      | 1     | -       | –       | –    | –       | –       | –      | –       | 30      | 1     | -       |
| Reial Madrid B   | 2011–12       | 38      | 2     | 9       | –       | –    | –       | –       | –      | –       | 38      | 2     | 9       |
| Bayer Leverkusen | 2012–13       | 32      | 1     | 8       | 2       | 0    | 0       | 2       | 0      | 0       | 36      | 1     | 8       |
| Reial Madrid     | 2013–14       | 0       | 0     | 0       | 0       | 0    | 0       | 0       | 0      | 0       | 0       | 0     | 0       |
| Total carrera    | Total carrera | 100     | 4     | 17      | 2       | 0    | 0       | 2       | 0      | 0       | 104     | 4     | 17      |